# Église Saint-Martin de Pompignac
Pour les articles homonymes, voir Église Saint-Martin.
L'église de Saint-Martin est une église catholique située dans le département français de la Gironde, dans la commune de Pompignac, en France.

## Localisation
L'église se trouve au cœur du village.

## Historique

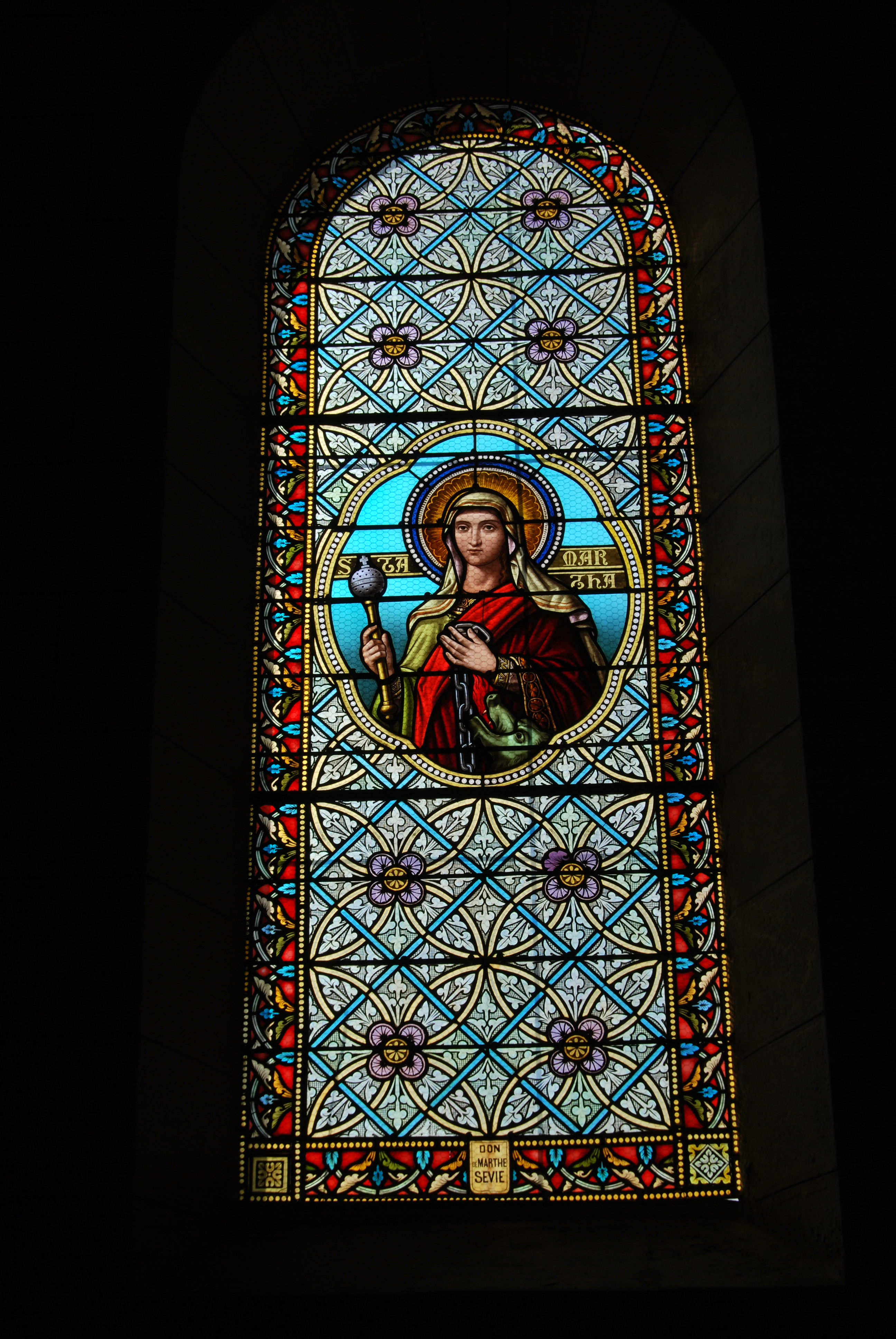
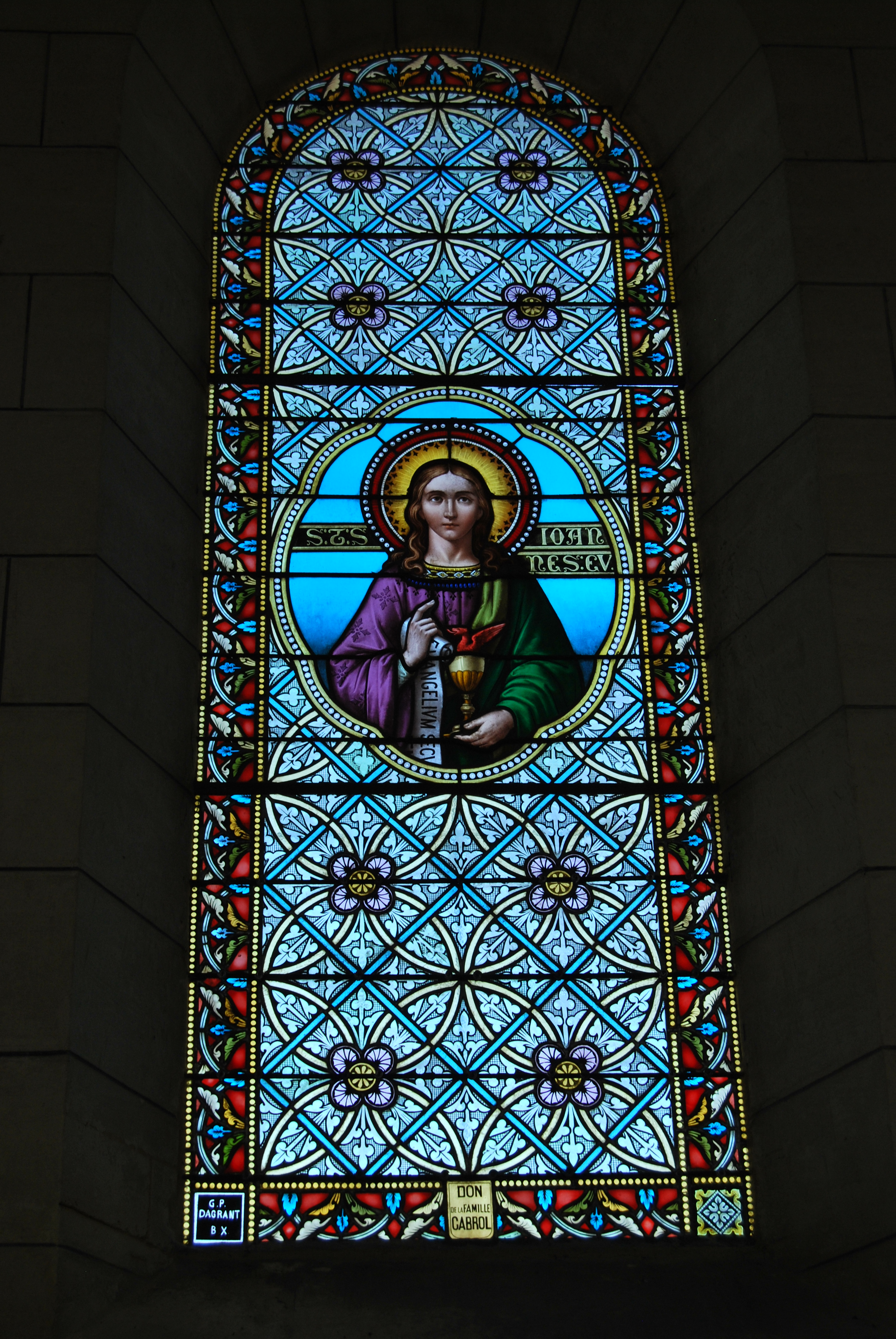
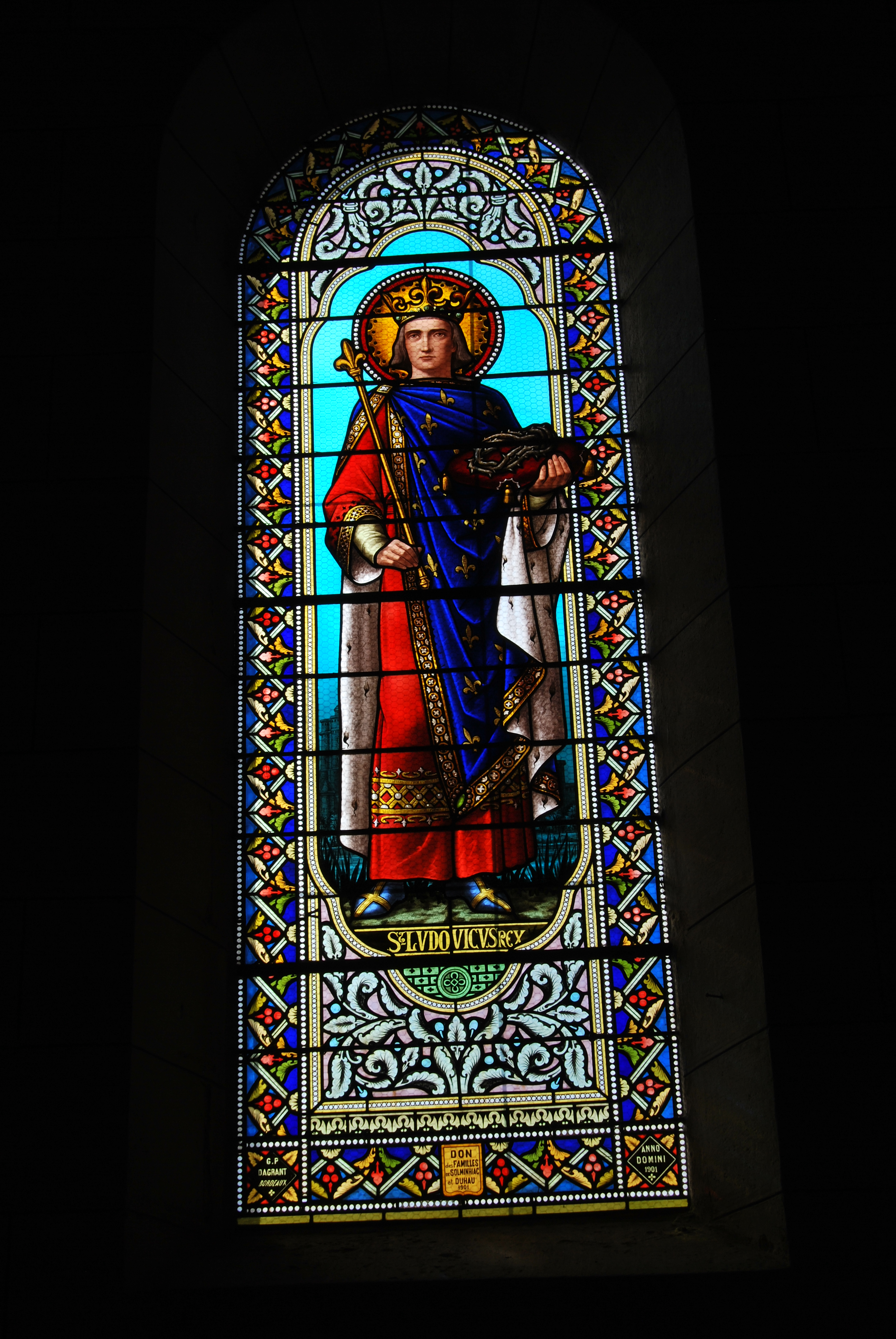
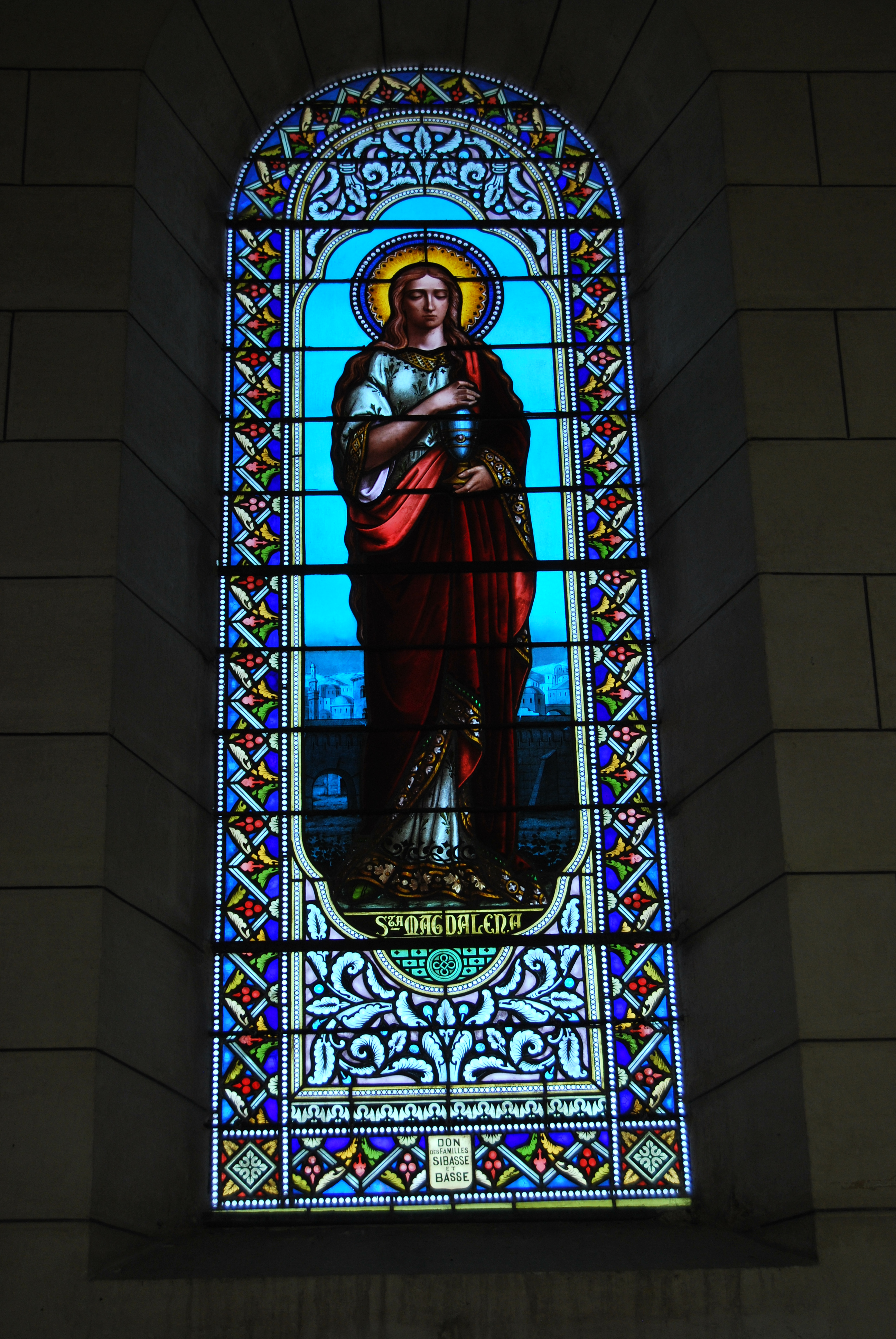

L'église est de fondation romane (XIIe siècle) et a été construite sur un site gallo-roman. À l'origine, elle constituait une cure indépendante dont les premières mentions écrites apparaissent au XIVe siècle. Elle est inscrite à l'Inventaire général du patrimoine culturel.
À la fin du XVe, ou au début du XVIe siècle, l'église fut dotée d'un clocher-porche qui a préservé le portail roman. Le clocher est percé de baies en plein cintre au niveau du campanile. Sa porte, inscrite dans une grande arcade également en plein cintre, est surmontée d’un arc gothique en accolade, orné de choux frisés et d’une tête humaine.
Un oculus est percé dans le mur ouest, tandis que le flanc sud présente encore une fenêtre romane.
Une reconstruction partielle a été faite au XVIIIe siècle par l'architecte bordelais Étienne Laclotte.
Le 31 décembre 1899 un incendie a ravagé l'ancienne église et sa crypte, n'épargnant que le clocher porche et l'ancien portail roman. Ces éléments ont pu être conservés, le reste de l'édifice de style néo-gothique, a été reconstruit de 1901 à 1903 par l'architecte Jean-Jacques Valleton.
Avant 1899, le plafond de l’église de Pompignac était lambrissé et l’intérieur présentait des boiseries de style Louis XIII. Toutes les boiseries ont été détruites par l’incendie. Le plafond lambrissé est alors remplacé par une voûte d'ogive. La nef unique est divisée en quatre travées. Toutes les clefs de voûte sont sculptées. La première, ornée d'un marteau et d'une équerre, mentionne le nom de l'architecte. La deuxième mentionne Hospital Lhomandie, Maire. La troisième figure les armoiries du cardinal Lescot et la quatrième figure les armes pontificales.

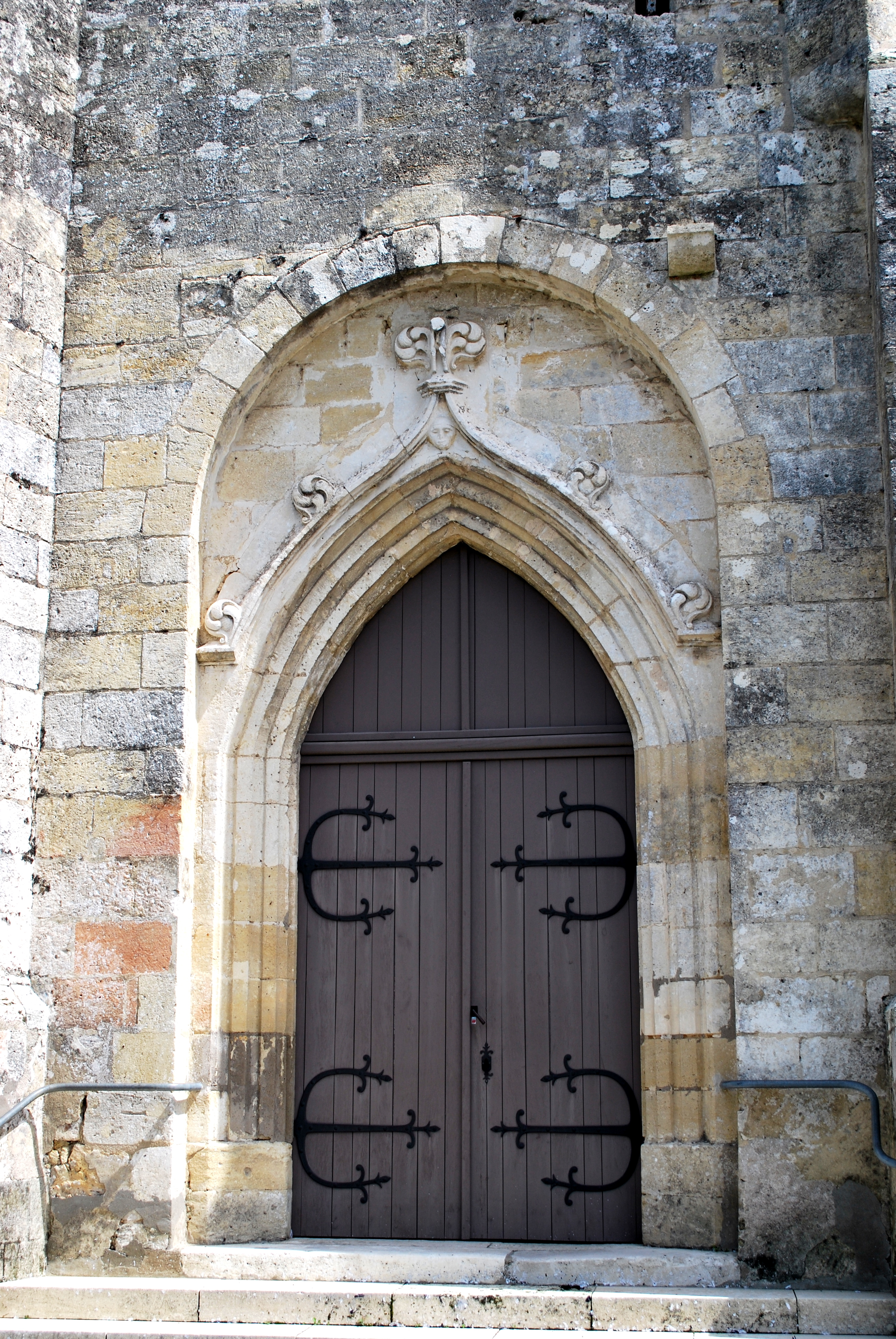
Portail gothique
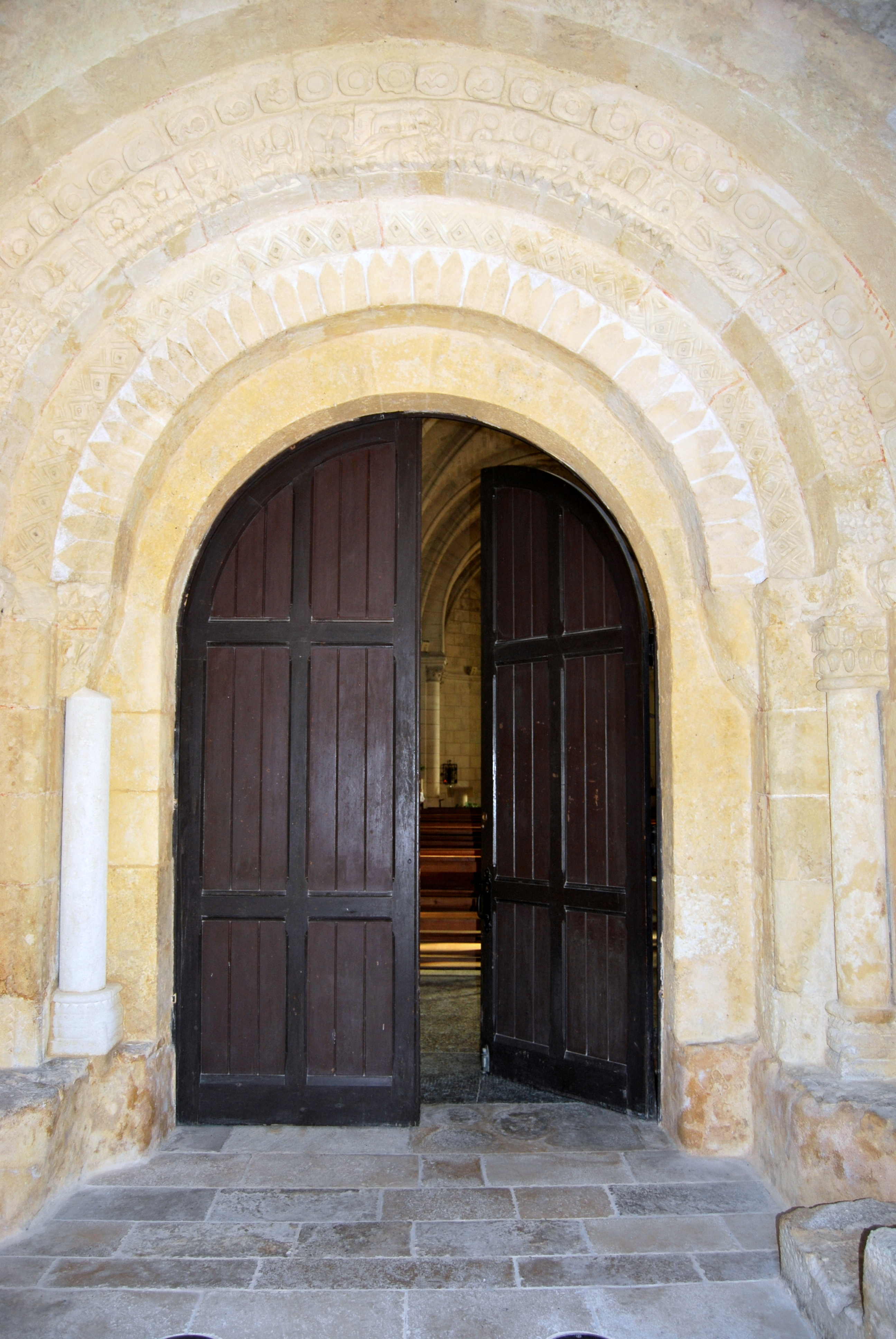
Portail roman
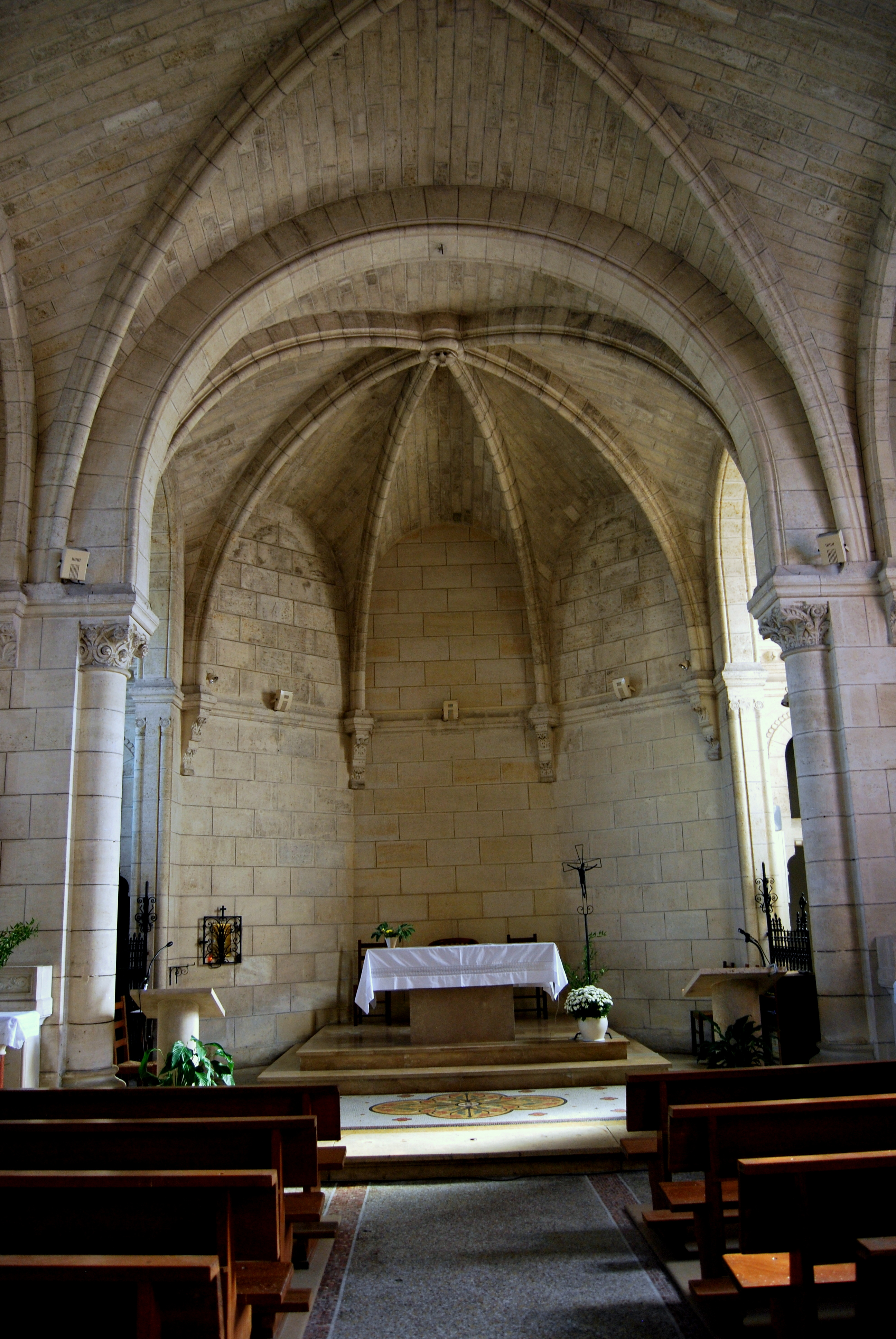
Nef
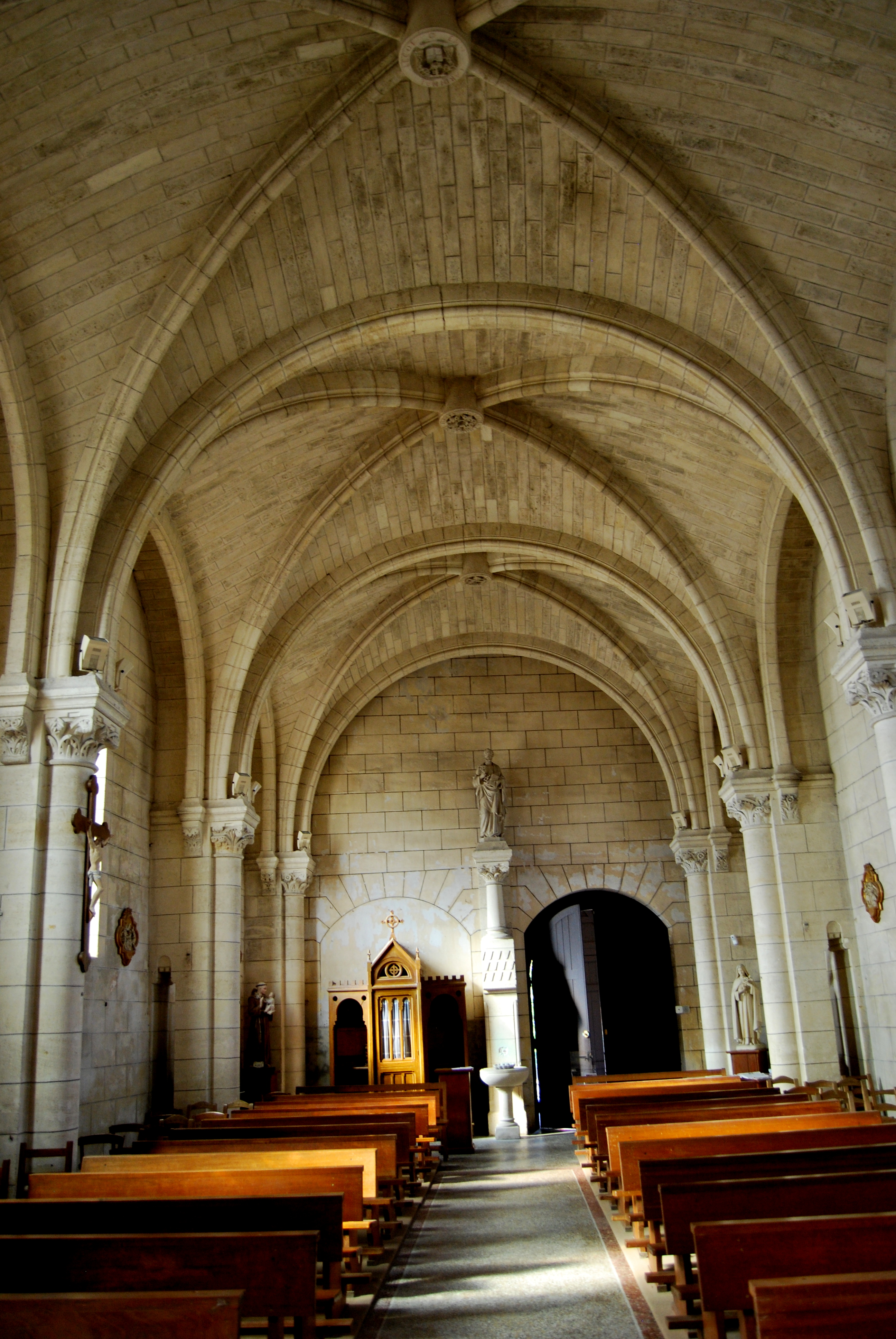
Nef

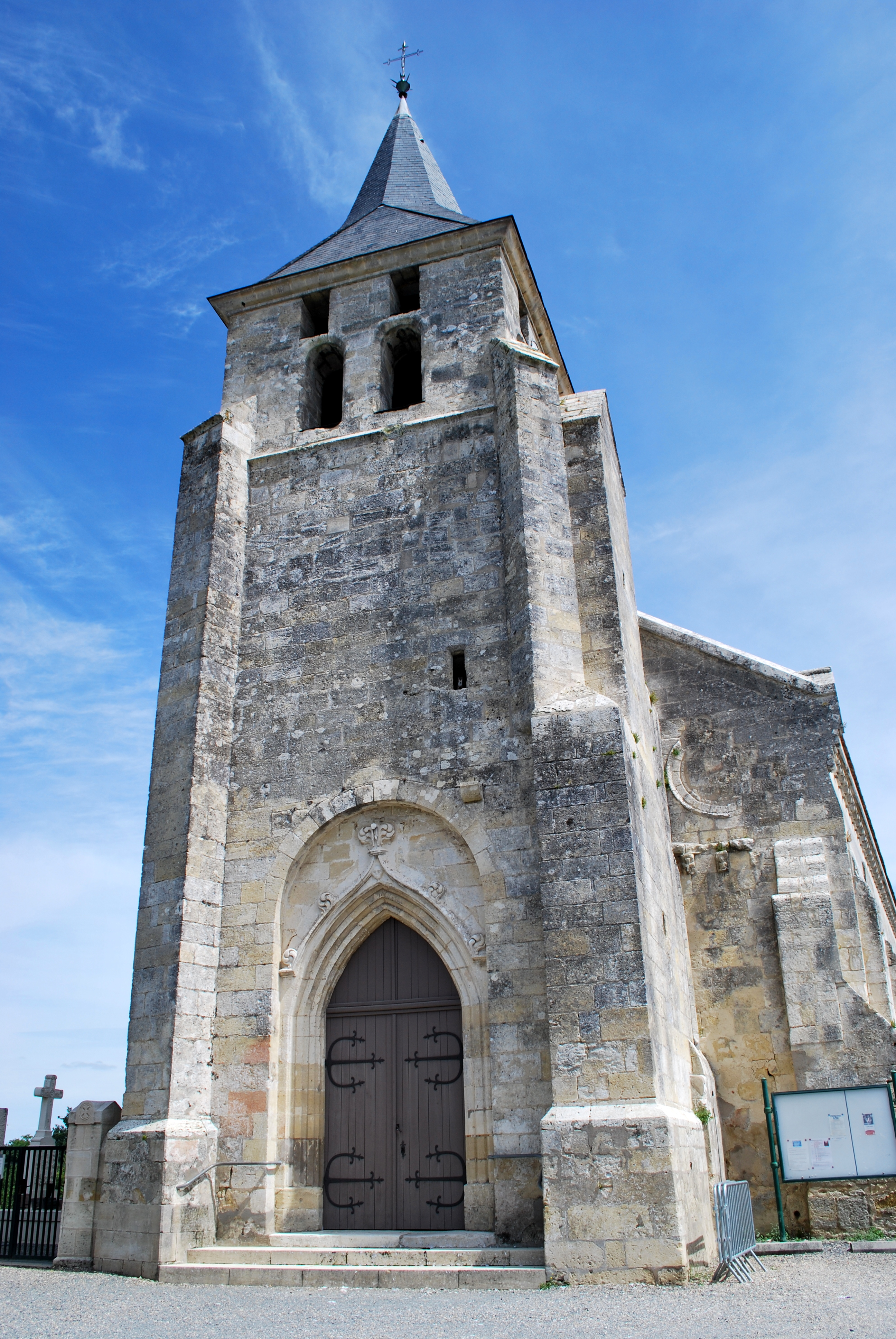
Le clocher (15e)
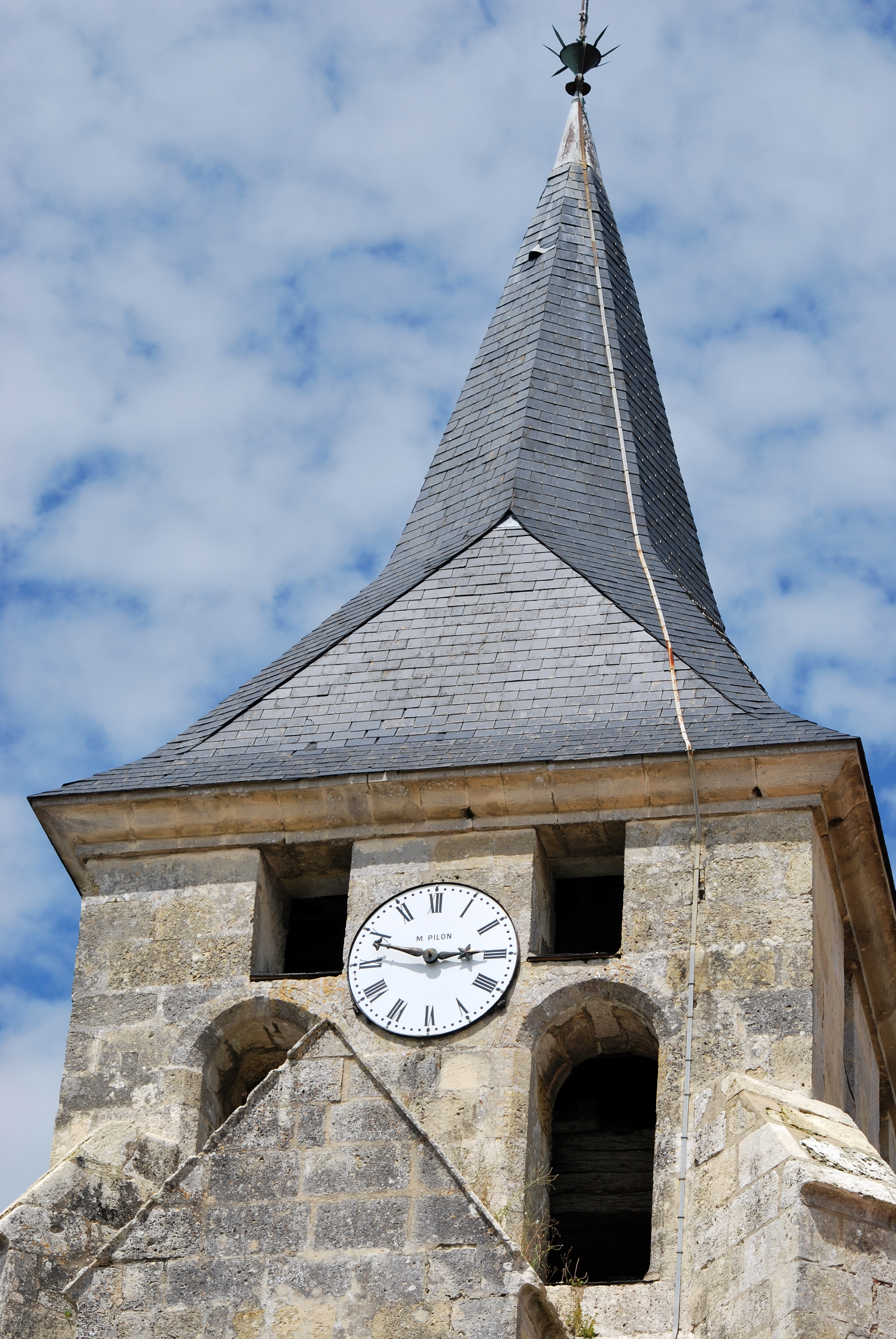
Baie ouest du clocher
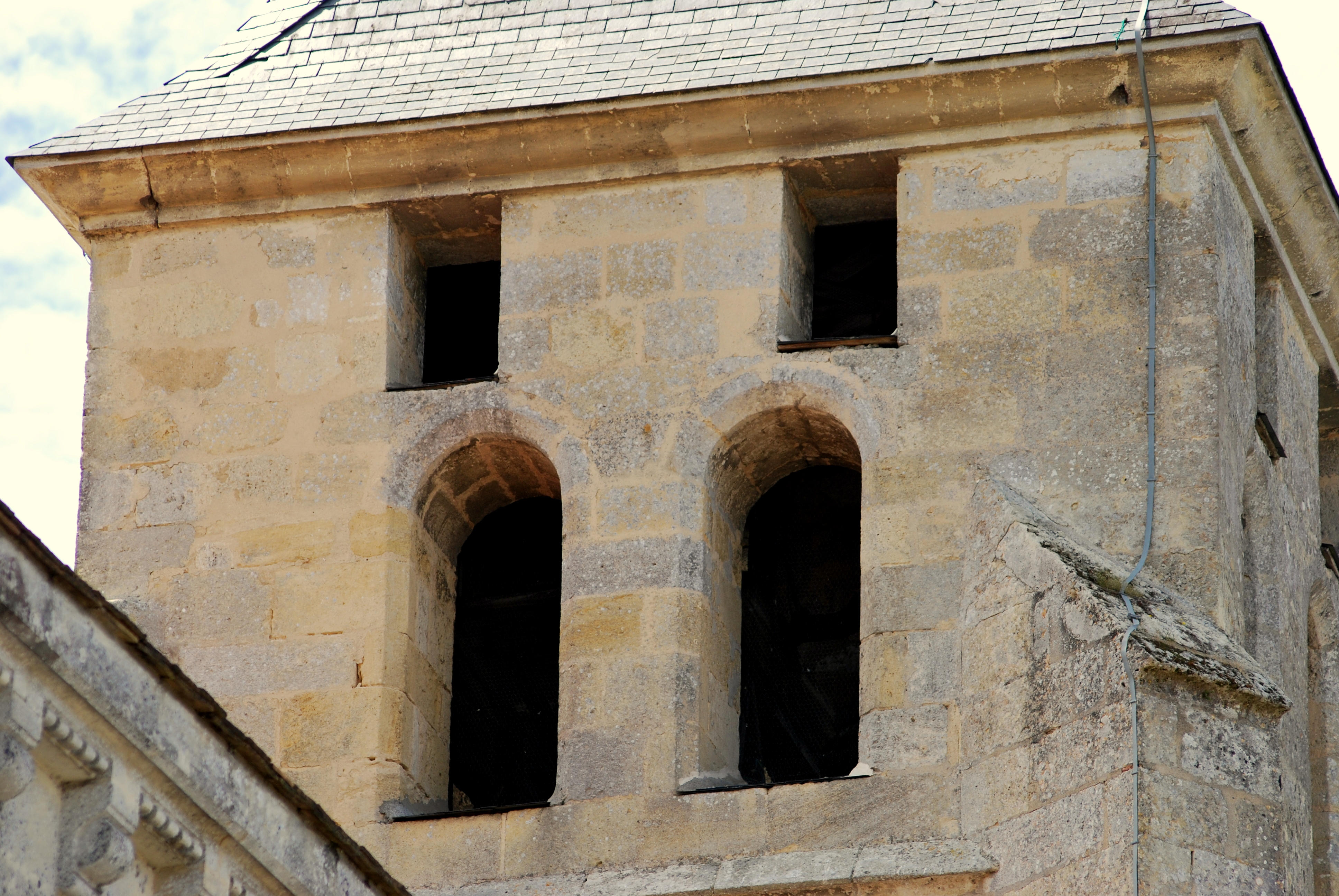
Baie est du clocher
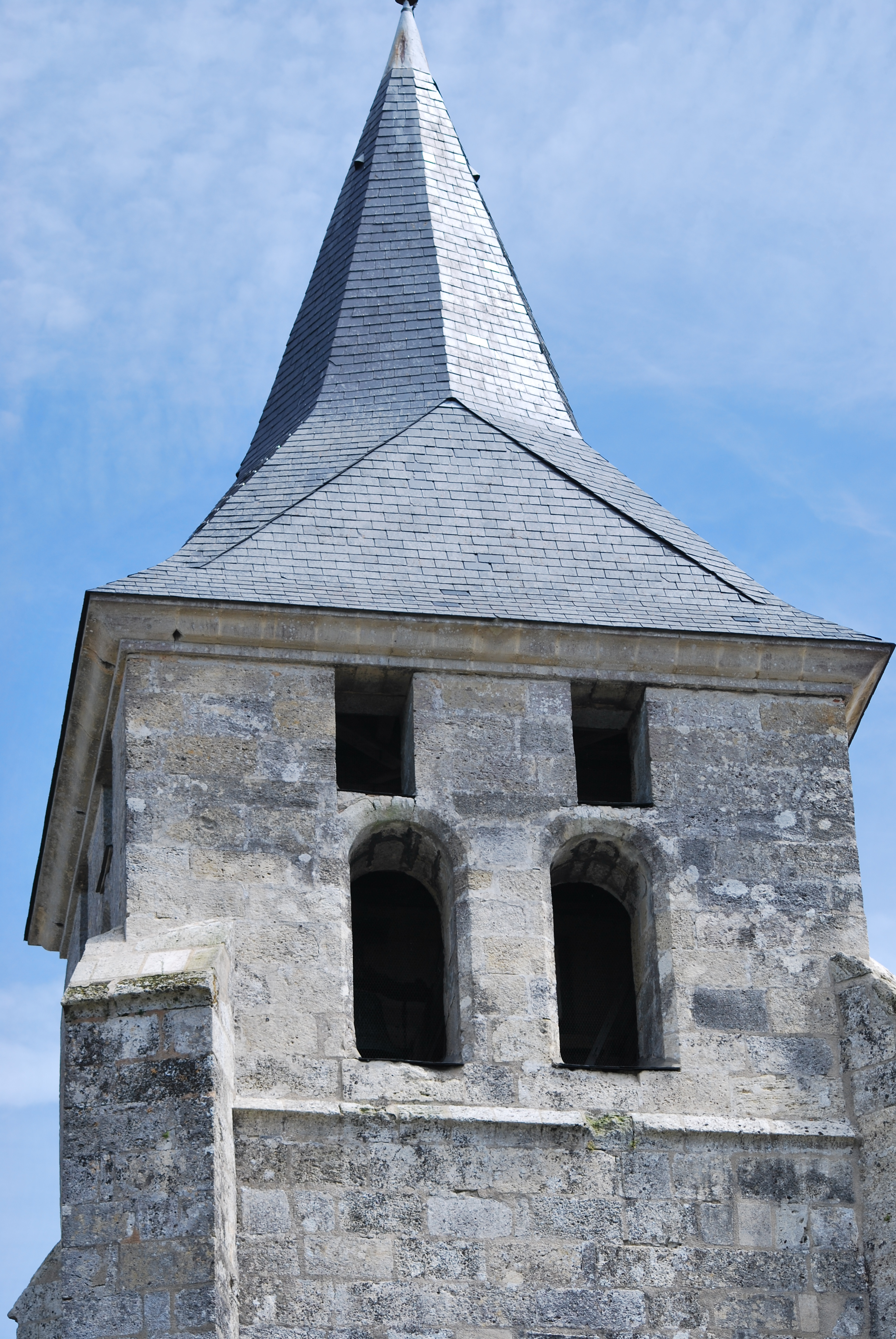
Baie sud du clocher

L'oculus, les modillons et cadrans canoniaux : 
- Lors de la construction du clocher, un oculus a été percé dans la façade occidentale et obturé plus tard, lors de la reconstruction de l'église en 1902.
- Sur la façade ouest, sous l'oculus, se trouvent deux modillons romans : une croix grecque et un homme nu chevauchant un animal (bouc?). Ces modillons sont, sans doute, des rescapés de la corniche de la façade romane. Ils ont été laissés en place à l'époque de la construction du clocher-porche au XV/XVIe siècle.

- Sur la façade sud se trouvent plusieurs cadrans canoniaux. Deux, gravés sur le contrefort occidental, sont assez visibles; deux autres, près de la porte d'entrée de la sacristie, sont en état de vestiges.

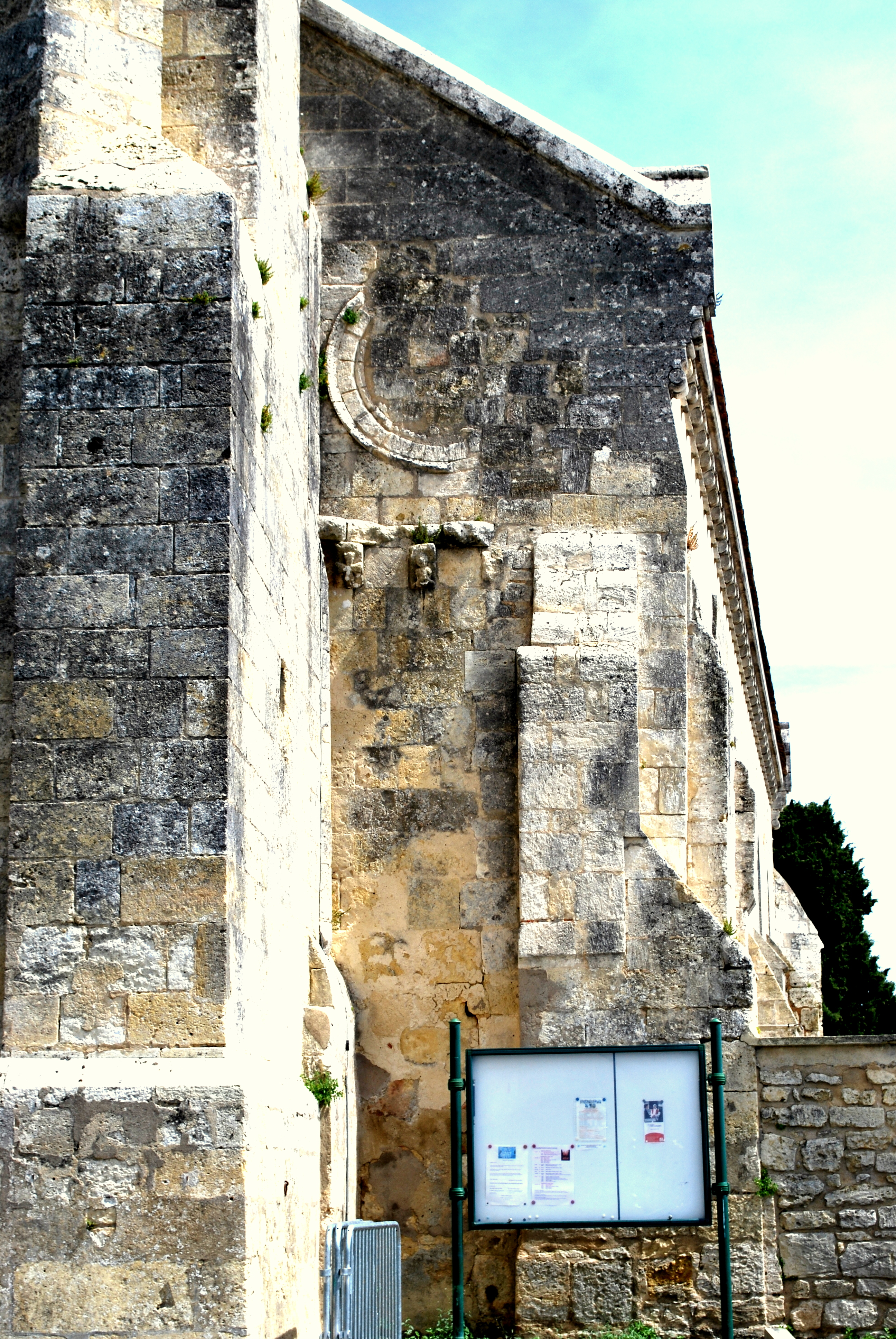
Oculus et modillons
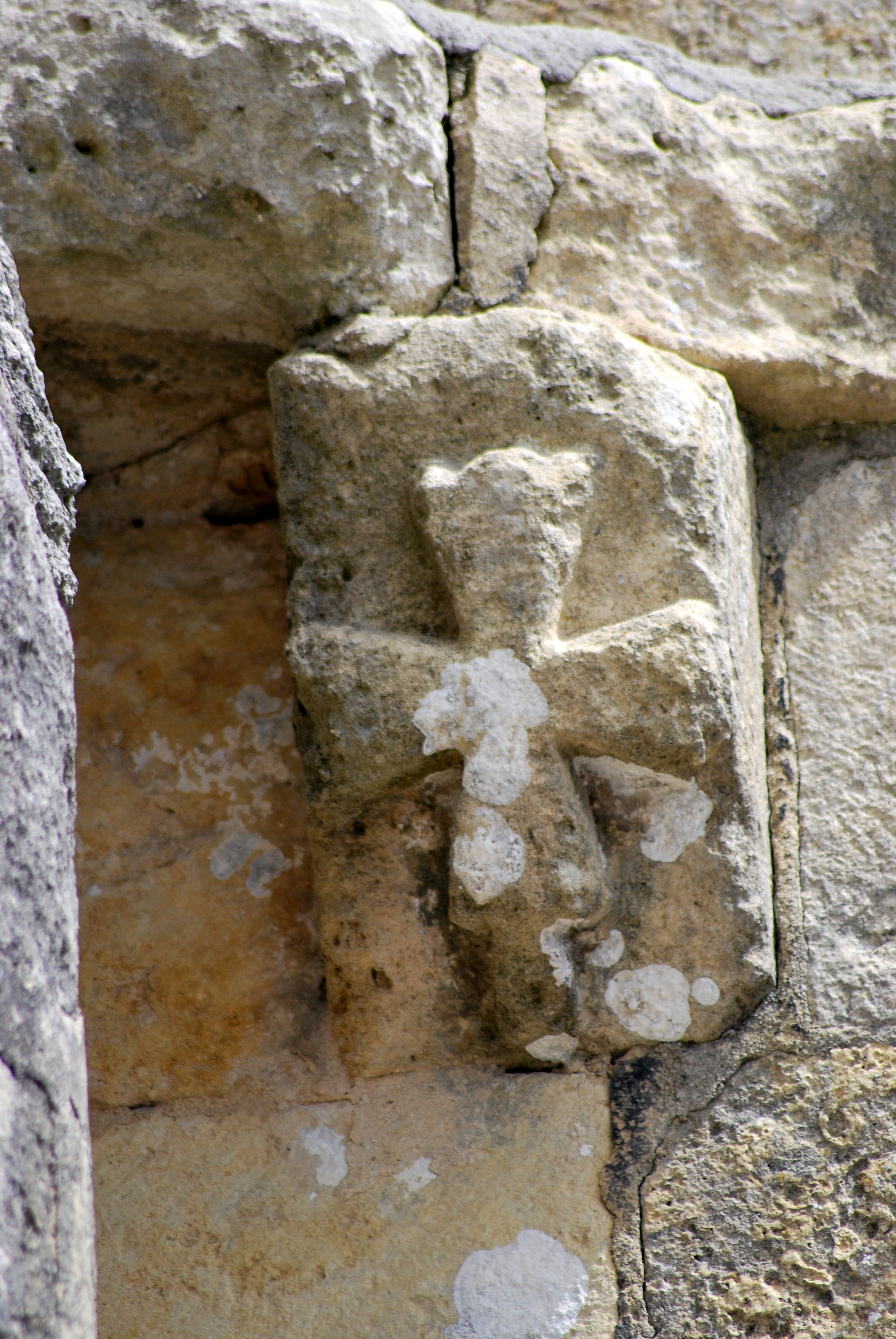
Croix grecque
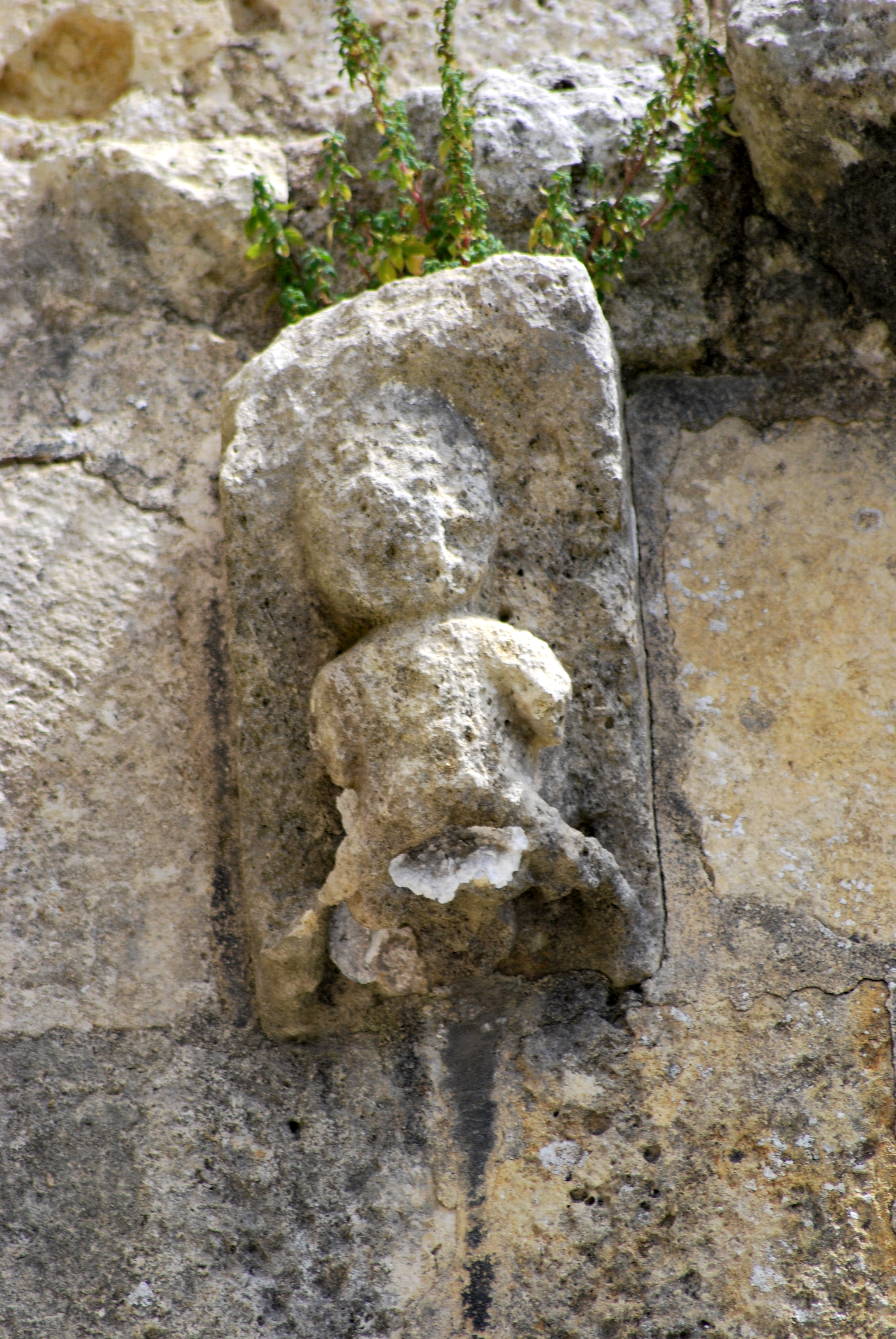
Homme nu sur bouc
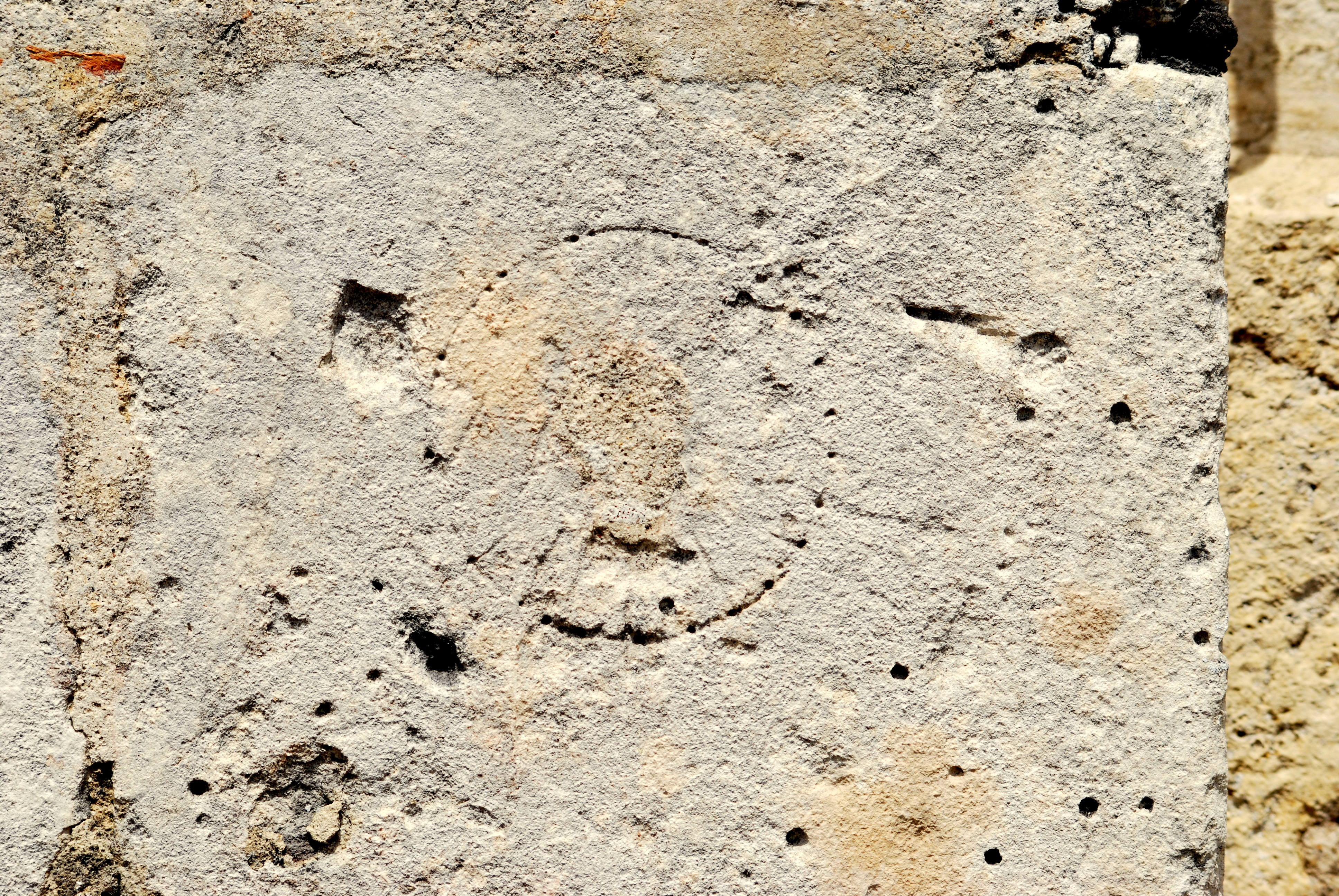
Cadran canonial A
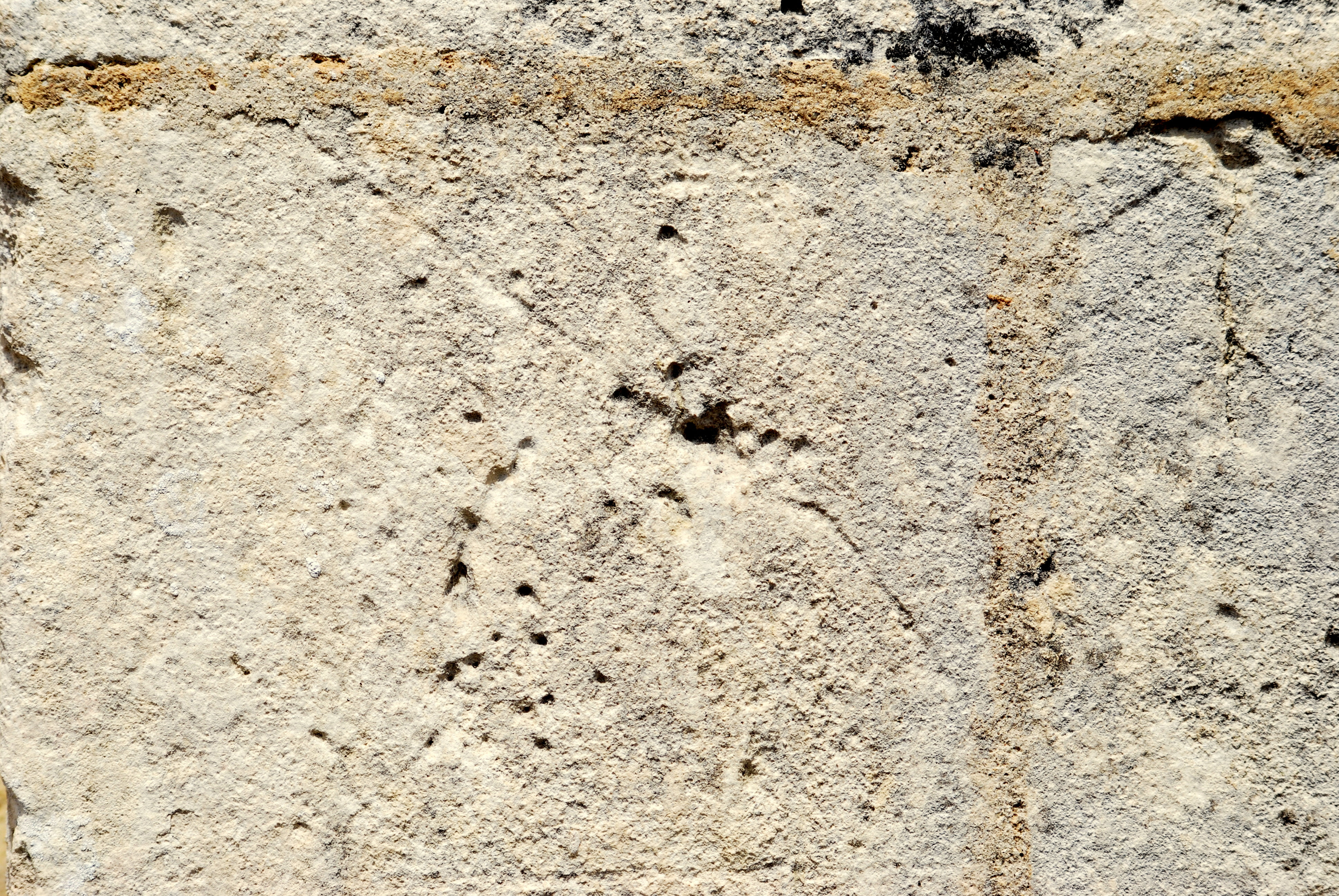
Cadran canonial B

Le clocher-porche abrite une cloche inaugurée en 1806. Fêlée le 11 novembre 1918, elle fut refondue en 1922 et inaugurée le 22 octobre 1922.
Les vitraux de la nef, dons des familles de Pompignac, ont été réalisés par l'atelier de Gustave Pierre Dagrant lors de la reconstruction de l'église en 1902. Ils ont été restaurés entre 2005 et 2008 par les successeurs de cette entreprise.

Les vitraux de G-P. Dagrant
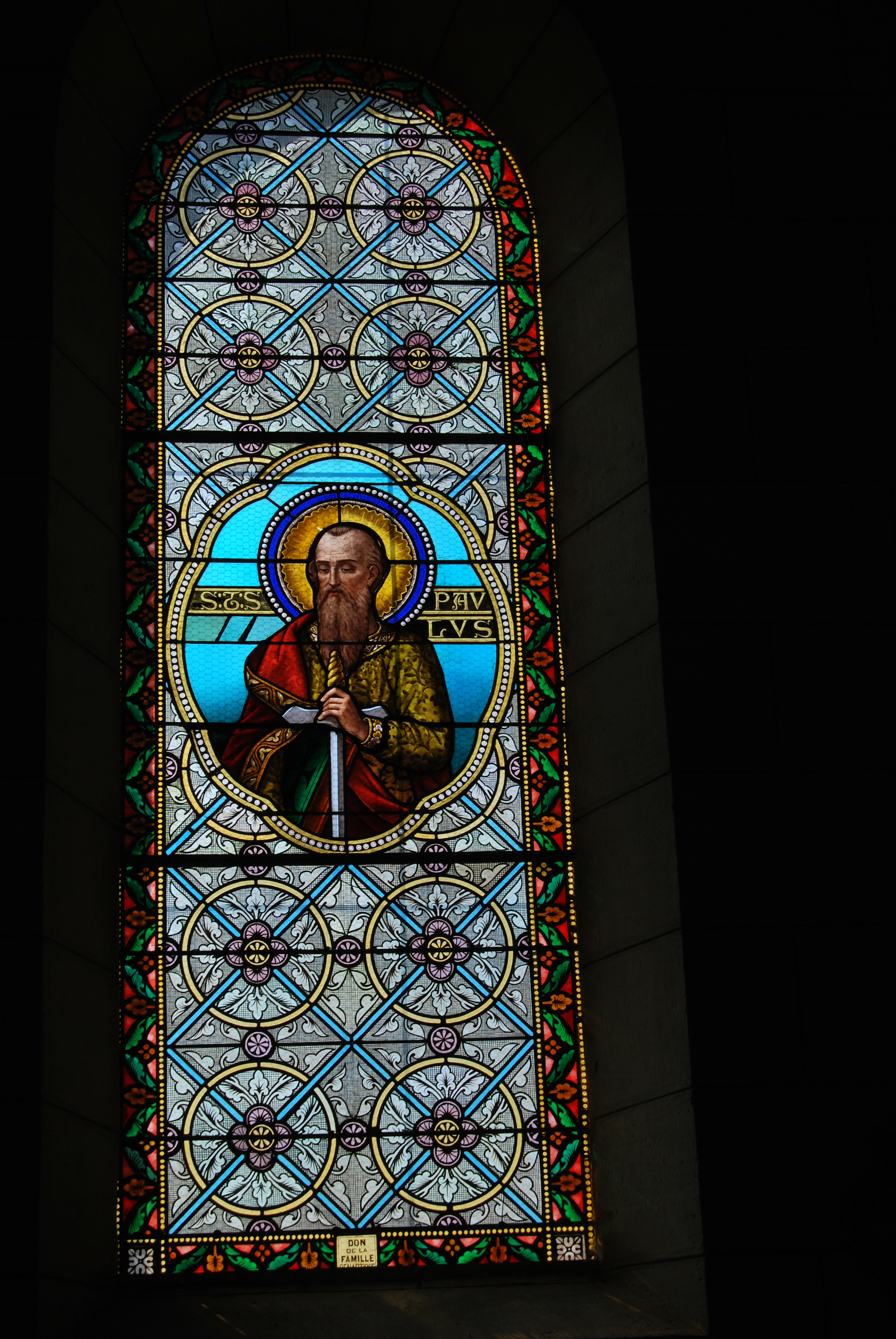
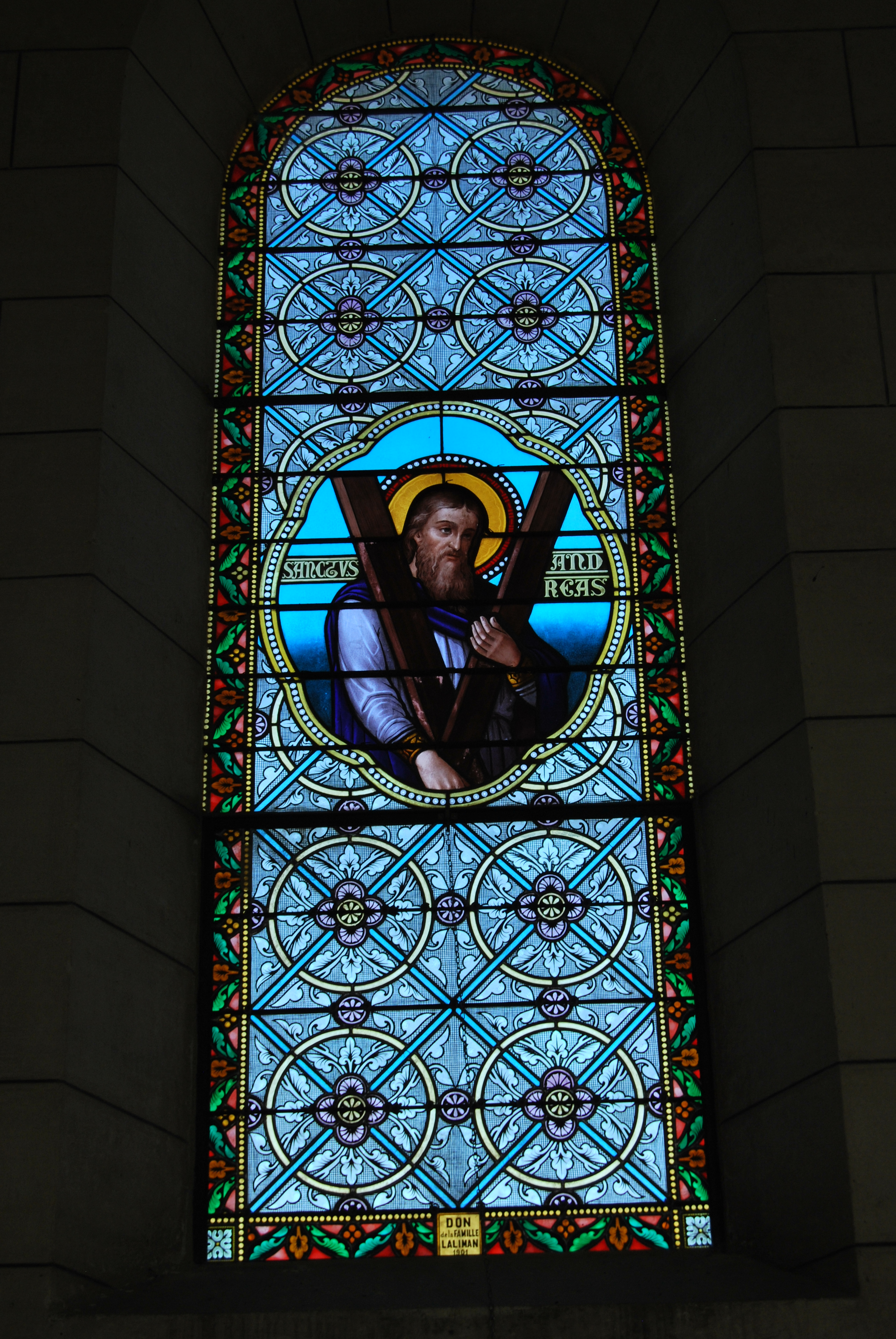
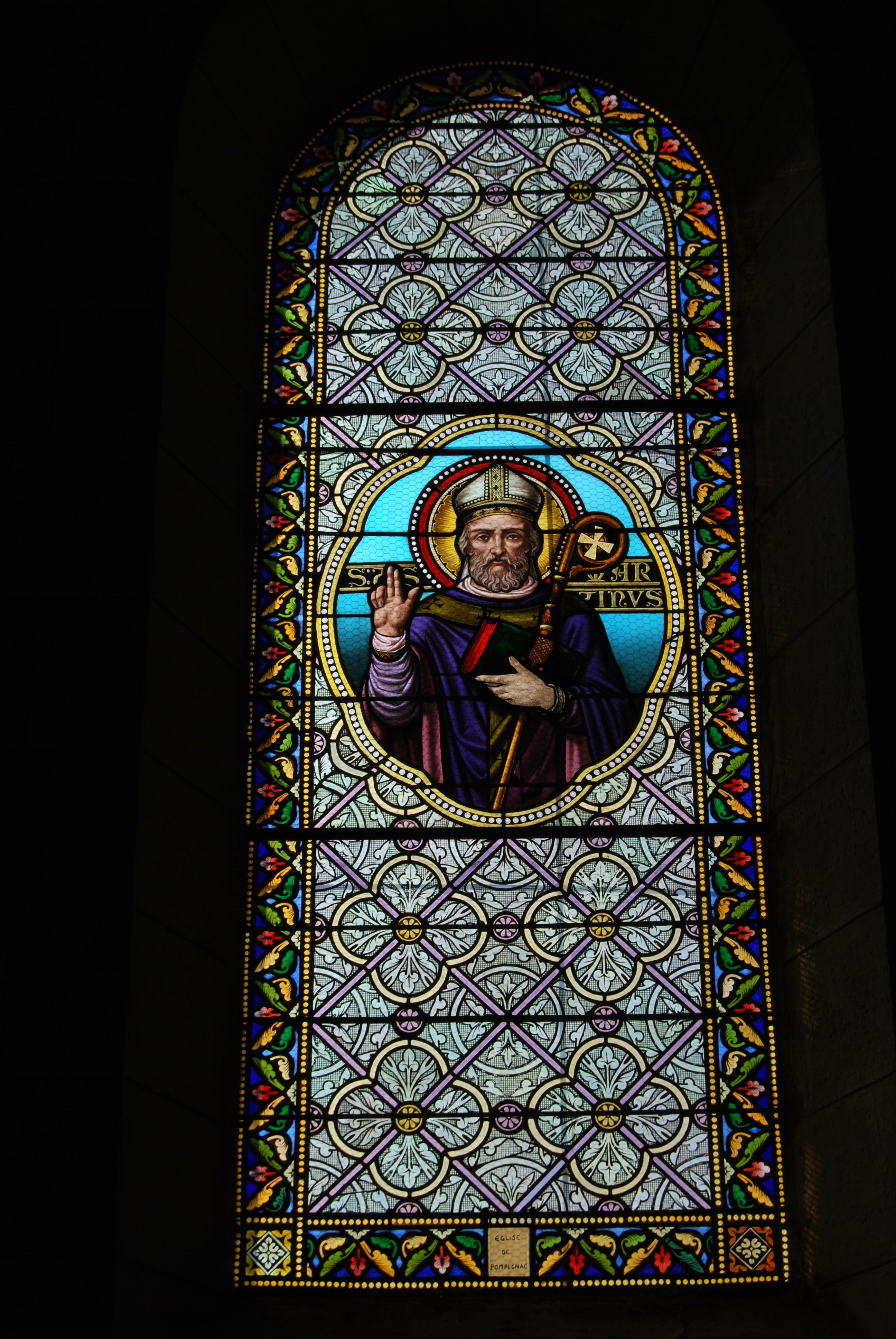
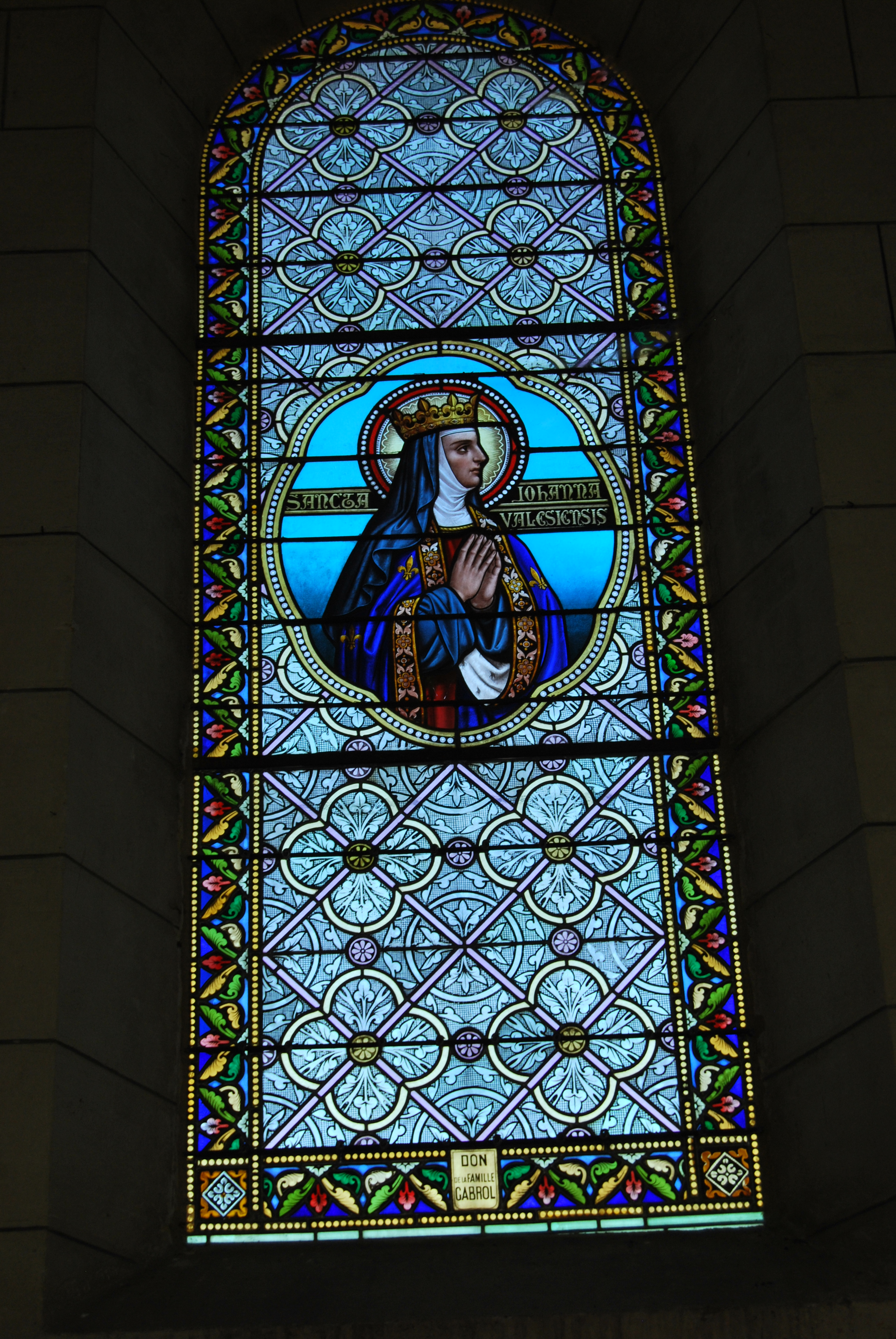

## Iconographie romane
Les restes romans de l'église se résument à : le portail à trois voussures sculptées et les deux modillons sur la façade occidentale.

### Le portail roman
Le portail est assez remarquable. Malheureusement, les colonnettes et les chapiteaux, dont quatre figurés, sont à moitié ruinés par l'érosion. Heureusement, la frise historiée de la voussure externe du portail est parfaitement conservée.

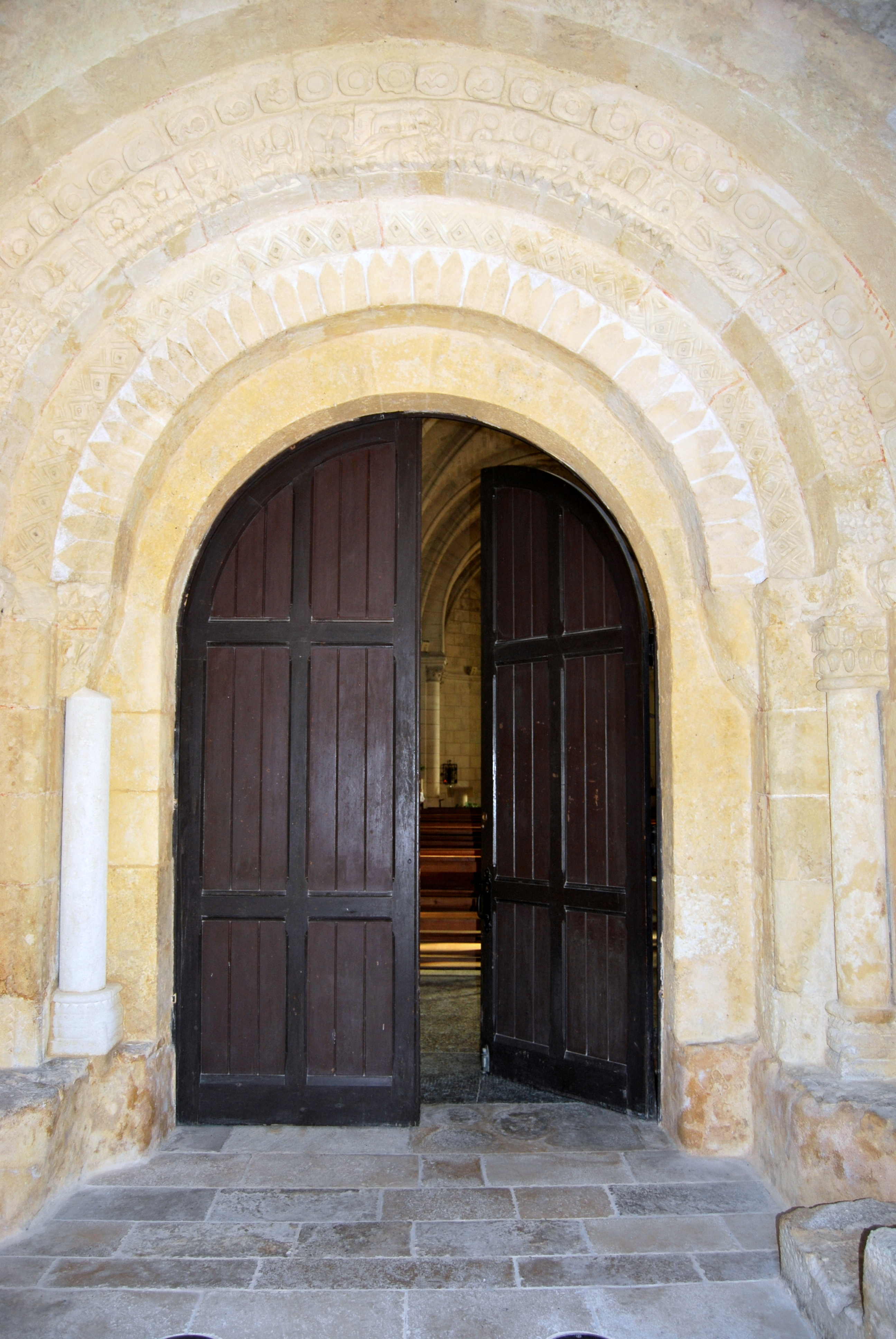
Portail roman
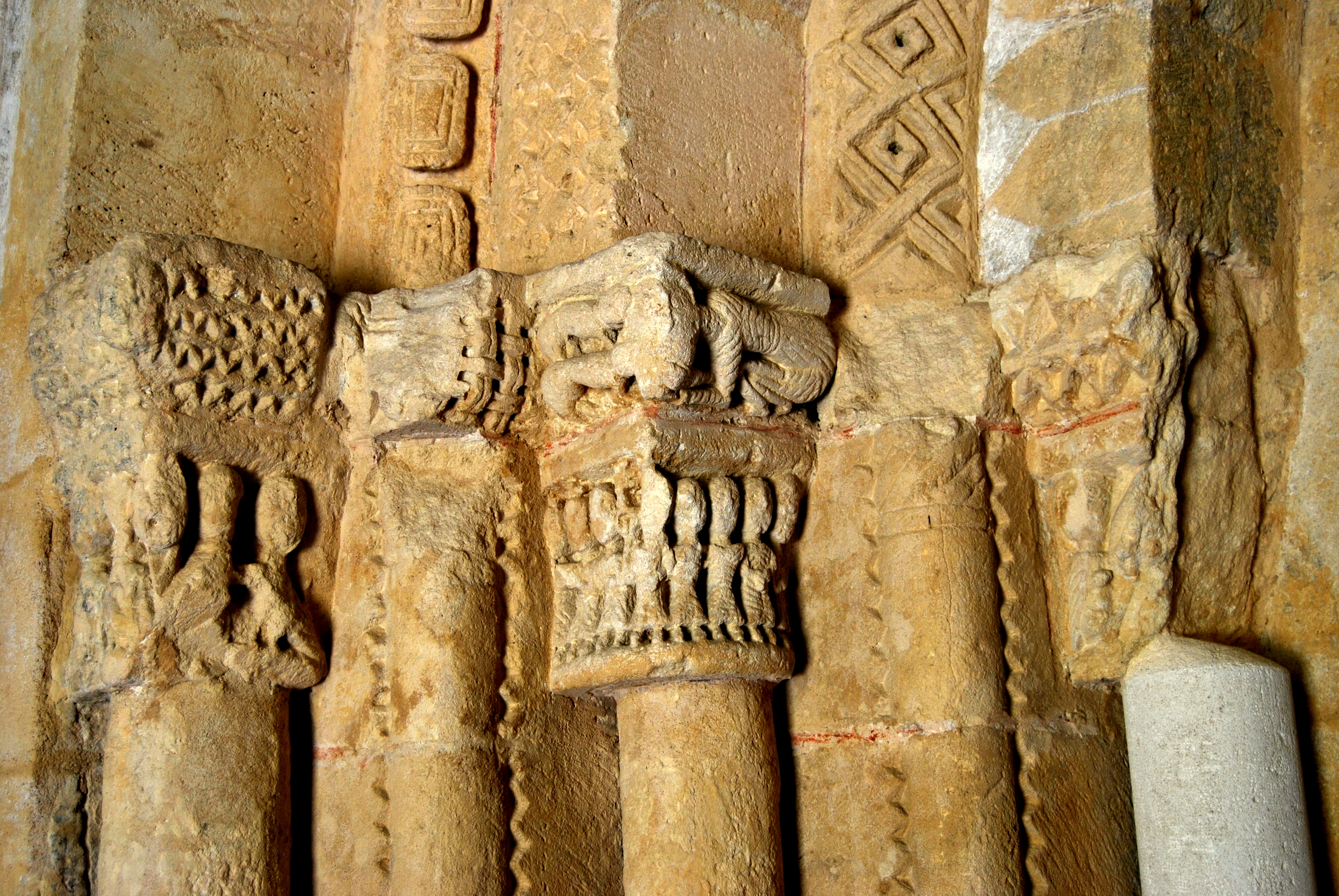
ébrasure nord
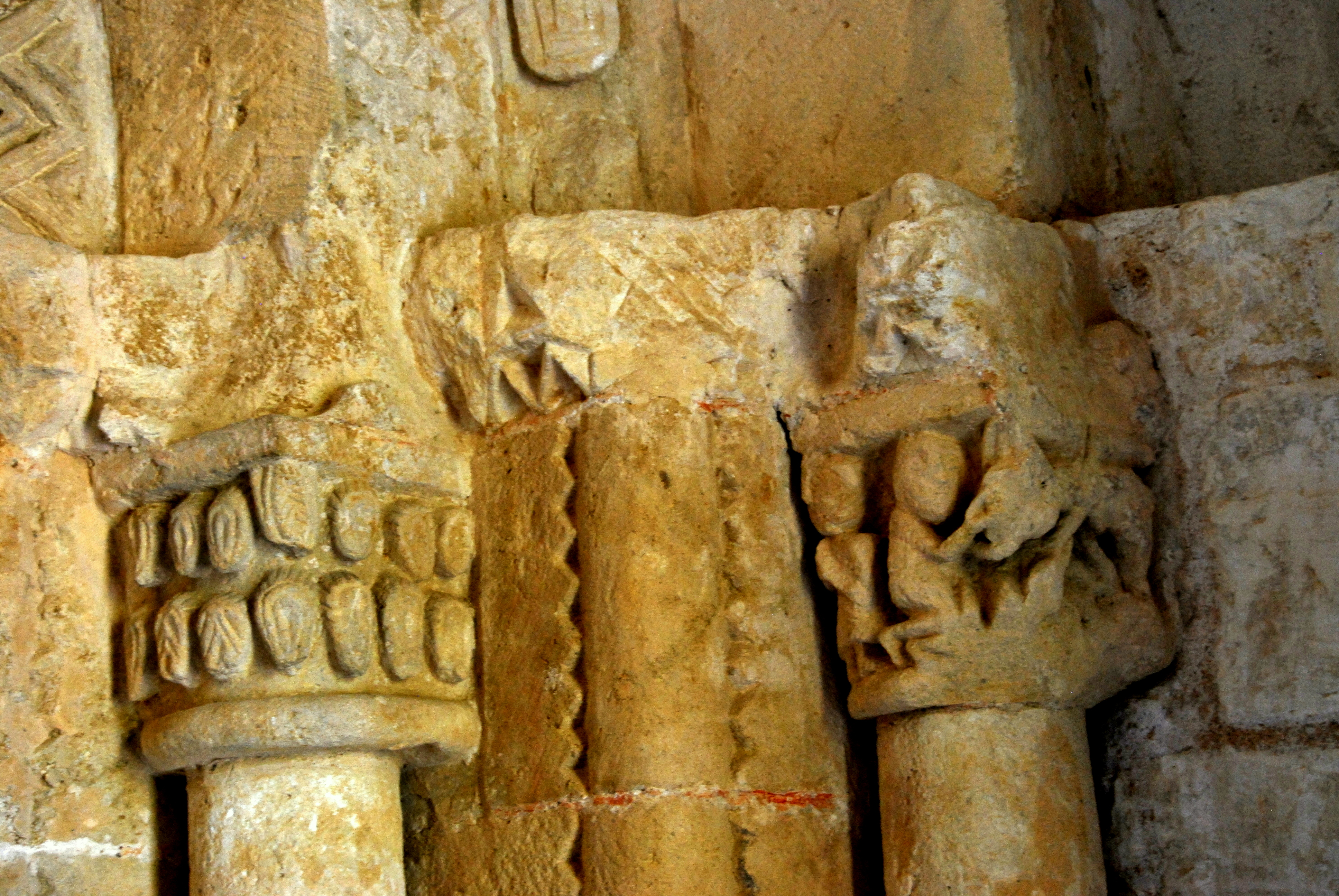
ébrasure sud
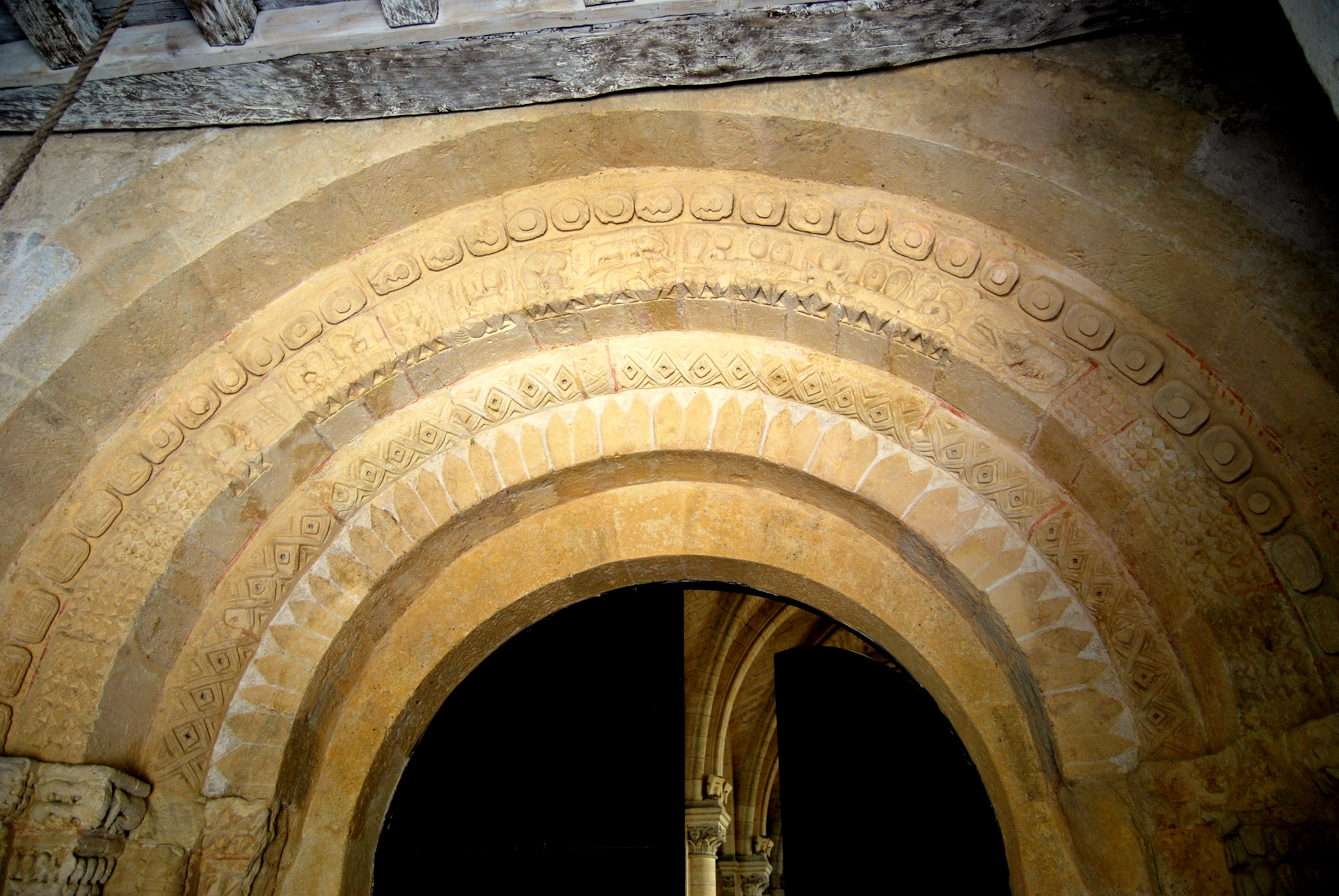
Les trois voussures

#### Ébrasure nord
- Chapiteau N1 : le soldat. Il y avait deux chapiteaux pour recevoir la deuxième voussure, ornée d'un moulure à entrelacs double. Il ne reste que ce fragment de sculpture, qui correspond à la petite face de la corbeille originelle. Avec un petit effort on peut reconnaître un petit soldat coiffé d'un casque cylindrique et enveloppé d'un manteau à molletons. Un bras paraît serrer la hampe d'une lance.

- Chapiteau N2 : les disciples et l'homme écoutant des chiens. Ce chapiteau est le mieux conservé de la série. Sur la corbeille se trouvent huit petits personnages, debout et côte-à-côte. Ils sont tous différents par leurs traits et gestes. L'avant-dernier à gauche est une femme, elle est pourvue d'une guimpe que surmonte une petite croix et elle exhibe un livre (Marie ?). L'homme à l'angle, au visage martelé, dont le bras droit replié vers le haut expose un objet ressemblant à une clef (saint Pierre ?). Ces personnages sont tous vertueux, ils sont l'exemple à suivre. Ce qui n'est pas le cas avec l'homme sur le tailloir. Il est accroupi et tient son menton, ou sa barbe, à deux mains ; il est absorbé dans ses pensées, lesquelles lui sont soufflées dans l'oreille droite par deux mammifères, dont un chien avec collier. Cet homme, affalé sur le sol comme un quadrupède, est un pécheur.

- Chapiteau N3 : les sirènes-oiseaux. La corbeille est très abîmée. Se discerne cinq petits êtres, parmi lesquels deux sirènes-oiseaux de sexe mâle, car barbus. Le tailloir est délimité par des dents de scie et, à l'angle, se trouve le masque d'un animal.

#### Ébrasure sud
Trois sculptures ornaient les colonnes. Il n'en subsiste que deux.
- Une corbeille à double corolle de pommes de pin.
- Résister à la tentation : On voit sur la face interne de la corbeille une bête, probablement un loup, et sur la face externe deux hommes. L'un d'entre eux prie avec ferveur, tenant ses deux mains jointes sur la poitrine. Ses jambes, qui correspondent à la partie animale de l'être humain, sont dirigées vers la bête. L'autre homme est à genoux devant la bête. Induit en tentation il abandonne ses bras « dans la gueule du loup », qui incarne le Malin s'apprêtant à dévorer son âme.

#### Les Voussures

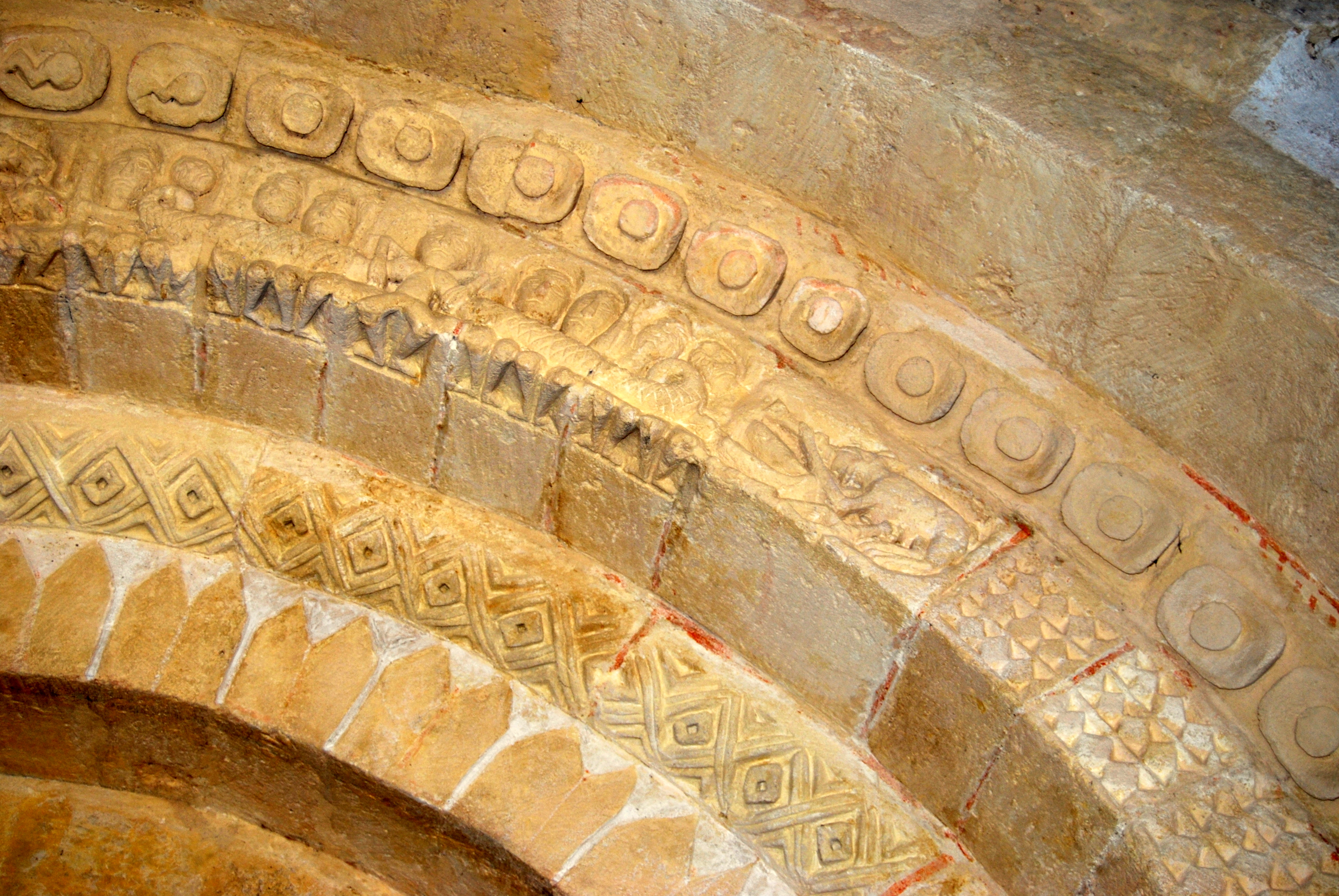
Les trois voussures

Les trois voussures de la porte n'offrent pas toutes le même intérêt. La première est plate, la seconde également, mais possède une moulure ornée de losanges. La troisième voussure est tapissée de sculptures qui représentent des séquences de joyeuse humeur.
Les deux extrémités de l'arc sont couvertes d'une large frise, superposant trois rangées de pointes de diamant.
L'archivolte externe en ressaut s'orne d'une trentaine de soucoupes concaves, centrées par un besant. Certains de ces disques ont la forme de têtard, au-dessus de certains personnages clefs de la sarabande : la danseuse, le seigneur (deux), les bêtes de somme du laboureur et l'homme qui tient la queue du serpent dans la dernière séquence. La signification n'est pas évidente.
Première séquence
- Sous le signe de Bacchus : un échanson, ou bouteiller, inaugure la fête en mettant un tonneau en perce. Vêtu d'un habit à grosses côtes il est en train de faire sauter la bonde d'un tonnelet à coups de maillet. Un arbuste se trouve dans son dos ; devant lui, une grande feuille : donc l'homme n'est pas dans le cuvier, mais dans la campagne. Il s'agit d'un banquet champêtre.

- Banquet et danseuse : la composition continue, avec deux couples attablés et une figure de la Danse. De façon conventionnelle, les invités se tiennent au bord de la table (comme au festin d'Hérode à l'église de Cessac ou à l'abbaye de La Sauve-Majeure) en minaudant joue contre joue. La Danse, se déhanchant, est plutôt abstraite, identifiée uniquement par la gestuelle. Elle porte un masque de loup à oreilles pointues. La Danse signifie la voie vers la luxure, perdition et damnation.

- Un "seigneur" : annoncé par la tour crénelée d'un château féodal, voici un noble seul, au fond d'une alcôve. Il est un seigneur, vu les attributs : le diadème, le glaive dressé à dextre, un médaillon pectoral, l'oliphant pendu à son cou ainsi qu'une lance dans sa main gauche.

Deuxième séquence

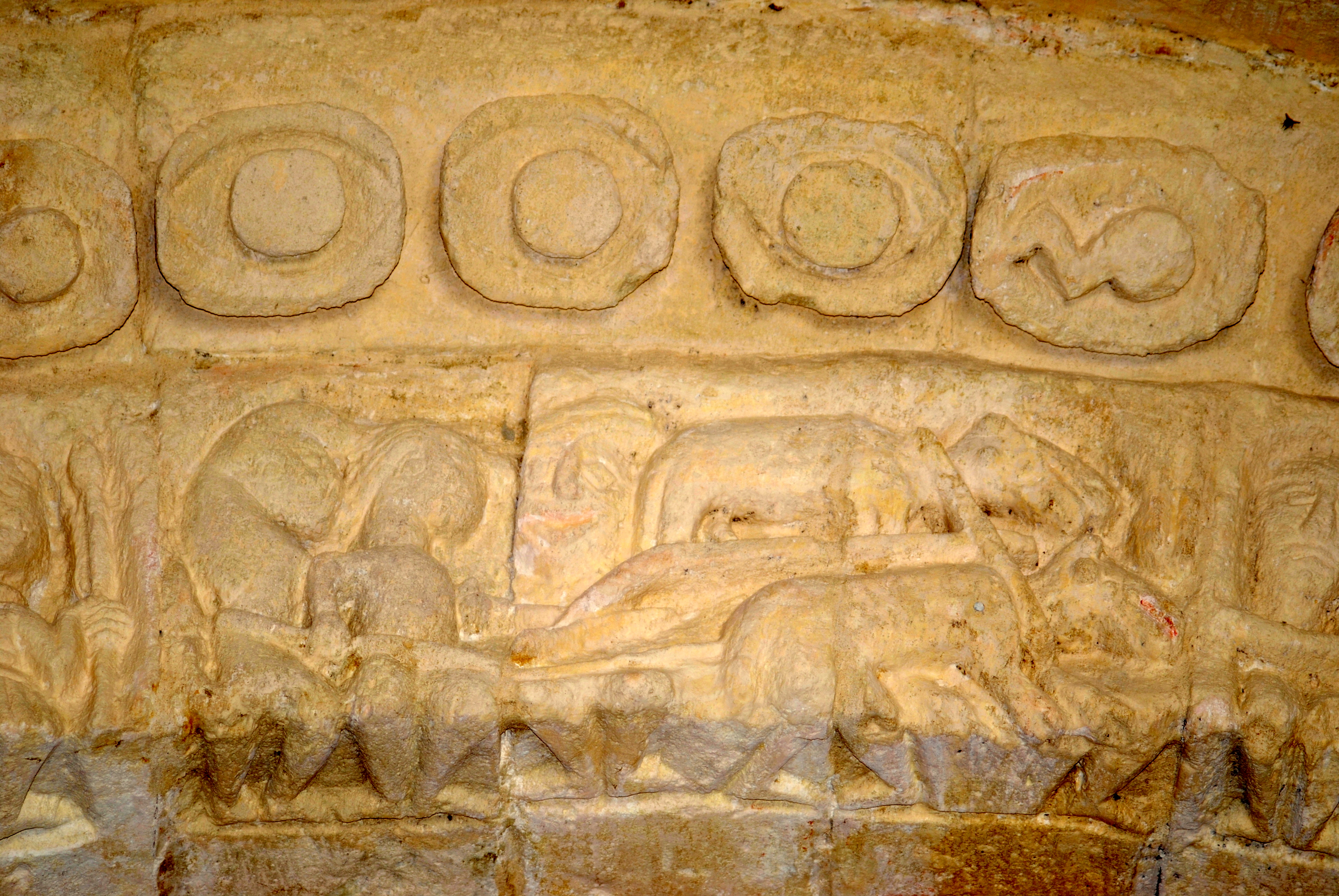
Scène de labour

- Scène de labour : au centre du tableau, un homme à la chevelure longue, laboure la terre avec un attelage de bêtes indéterminées. De sa main gauche il dirige le mancheron de l'araire, dont le soc fend la terre ; de l'autre main il tient une longe fixée au joug, lequel est un primitif joug de garrot, relié par une cheville à l'âge de la charrue. Autour de lui se trouvent deux hommes qui semblent rire. Sans doute ces deux lurons cherchent à débaucher le brave laboureur pour l'embrigader à la fête.

Troisième séquence
- Triomphe de la luxure : ce troisième volet occupe presque la moitié de la partie historiée de la voussure. On trouve huit personnages conviés au banquet de la Luxure, présidé par une femme nue, écartant ses jambes ; de ses mains, elle applique sur ses seins deux gros serpents suceurs dont les corps se répandent sur les cuisses des huit convives.

Sur la droite se trouve le musicien, caricaturé sous l'aspect d'un bouc. Il tient son instrument (un chalumeau ou cornet à bouquin) entre ses deux pieds antérieurs. Le choix d'un animal réputé libidineux, symbolisant toutes les pulsions sexuelles engendrées par un banquet paillard s'associe à Bacchus pour clore la série ouverte par le bouteiller, autre serviteur bacchique, dans une parfaite logique.